# BMI Group
Die BMI Group S.à.r.l. (Braas Monier Icopal) mit Sitz in Luxemburg und Hauptverwaltung in London, ist ein Hersteller und Anbieter von Baustoffen für das geneigte Dach, sowie für Flachdächer, sowie von Dachzubehör in Europa, einzelnen asiatischen Märkten sowie in Südafrika. Die Marken und Produkte des Konzerns umfassen Dachsteine und Dachziegel für das geneigte Dach, Dachzubehör für die verschiedenen funktionalen Aspekte von Schrägdächern, Schornsteine aus Keramik und Stahl und Energiesystemlösungen. Hauptsitz der BMI Group befindet sich in Luxemburg, die Hauptverwaltung in London, die Verwaltung Deutschland (Braas GmbH) in Oberursel und die Verwaltung Schweiz (Braas Schweiz AG) in Düdingen.

## Marken und Gesellschaften

### Umsatz nach Regionen
Braas Monier machte 2016 einen Umsatz von 1.235,8 Millionen Euro. Davon entfielen auf die Regionen:
| Region                   | Umsatzanteil (in Prozent) |
| ------------------------ | ------------------------- |
| Deutschland              | 27                        |
| Großbritannien           | 12                        |
| Frankreich               | 10                        |
| Asien & Afrika           | 9                         |
| Nordisch-Baltischer Raum | 10                        |
| Italien                  | 6                         |
| Übriges Europa           | 26                        |

### Marken

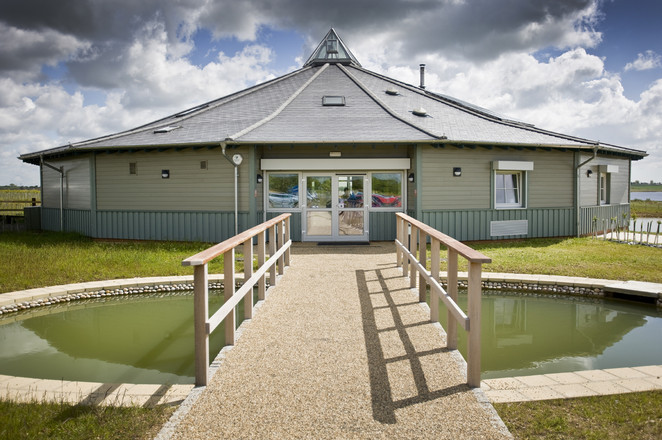
Wildpark-Besucherzentrum nahe Colchester, Essex, Großbritannien, mit Schieferdach ("Cambrian Slate") von Redland

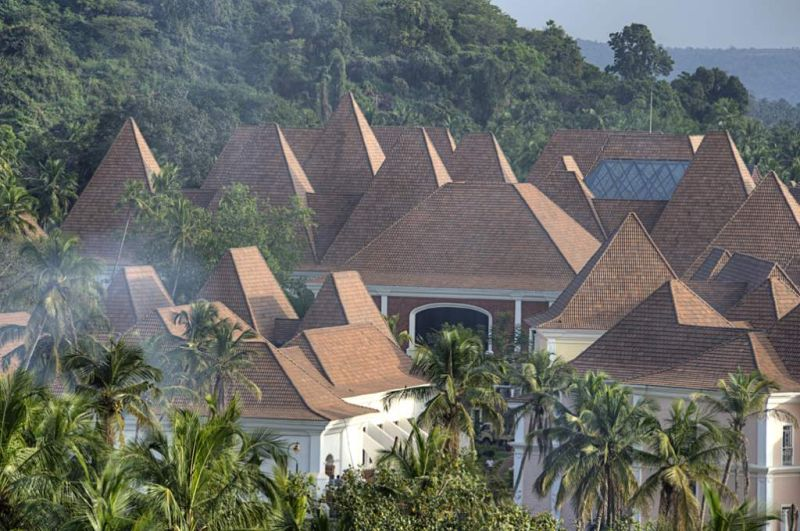
Das Grand Hyatt Hotel in Goa, Indien, mit "Elabana" Dachsteinen von Monier India

Die BMI Group ist weltweit mit den folgenden Produktmarken vertreten.
Braas
Braas ist die Marke für die Märkte Deutschland, Polen, Russland, Schweiz und Türkei. Unter dem Namen Braas wird auch das meistverkaufte Produkt des Unternehmens, die Frankfurter Pfanne, vertrieben.
Bramac
Bramac (BMI Österreich) ist die Marke für den südosteuropäischen Markt. Der Hauptsitz des Unternehmens befindet sich in Österreich. Daneben ist Bramac in Tschechien, Ungarn, der Slowakei, Rumänien, Bulgarien, Slowenien, Serbien, Bosnien und Herzegowina und Kroatien vertreten. Bramac gehört seit 2011 vollständig zu Braas Monier; zuvor hielten Braas Monier und Wienerberger je 50 %.
Cobert
2015 übernahm Braas Monier den Marktführer für Dachpfannen in Spanien und Portugal. Aktuell werden von Cobert Dachpfannen in mehr als 50 Ländern auf fünf Kontinenten verkauft. In Spanien und Portugal verfügen die Unternehmen über sieben Produktionsstandorte.
Coverland
Unter dem Namen „Vereeniging Tiles Ltd.“ 1949 gegründet, ging Coverland 1976 aus dem Zusammenschluss von vier Dachziegel-Herstellern hervor. Das Unternehmen hat acht Produktionsstätten und drei Lagerstätten in Südafrika.
EverGuard TPO

Icopal

Icopal gilt als Premium Hersteller für Bituminöse Abdichtungen.
Eine Menge kleinerer Patente sind in deren Hand.
Monier
Die Marke Monier wird als Produktmarke in Belgien, Dänemark, Estland, Finnland, Frankreich, Italien, Lettland, Litauen, den Niederlanden, Norwegen und Schweden sowie in China, Malaysia, Indien und Indonesien geführt.
Redland
Redland wurde 1919 in Großbritannien gegründet und ist die älteste Marke innerhalb der Braas Monier Building Group. Mit der Gründung ist auch der Grundstein für die spätere Braas Monier Building Group gelegt. Produkte der Marke Redland sind in Großbritannien und Irland erhältlich.
Schiedel

Schiedel ist ein Hersteller von Schornsteinen und Kaminsystemen mit Sitz in Nußbach/Österreich. Das Unternehmen wurde 1946 in Erbach bei Ulm gegründet und ist in 19 Ländern Europas vertreten. Schiedel gehört seit 1990 zu Braas Monier.
Siplast

Vedag

VEDAG ist Hersteller von Abdichtungsprodukten im Flachdach, in der Bauwerksabdichtung und in der Brückenabdichtung. Als erster Hersteller der Teer Abdichtungslagen gilt der ehemalige Firmengründer Carl Friedrich Weber als Erfinder der Dachabdichtungsbahnen auf der Rolle. Viele Innovationen und Patente sind bei der VEDAG. Die VEDAG war über Jahrzehnte der Marktführer in Deutschland.
Villas
 Villas Austria (BMI Österreich) entwickelt und produziert professionelle Dach- und Abdichtungssysteme auf Basis von Bitumen.
Wierer
Wierer ist eine Dachmarke in Italien. Unter ihrem Namen verkauft Braas Monier in Italien Dachpfannen und Dachzubehör. Wierer wurde 1963 in Kiens (Südtirol) gegründet; dort ist heute auch der Unternehmenssitz von Monier Italien.
Wolfin Bautechnik

Die Wolfin Bautechnik ist ein Hersteller von PVC Dachabdichtungsbahnen.

## Produkte

### Produktbereiche

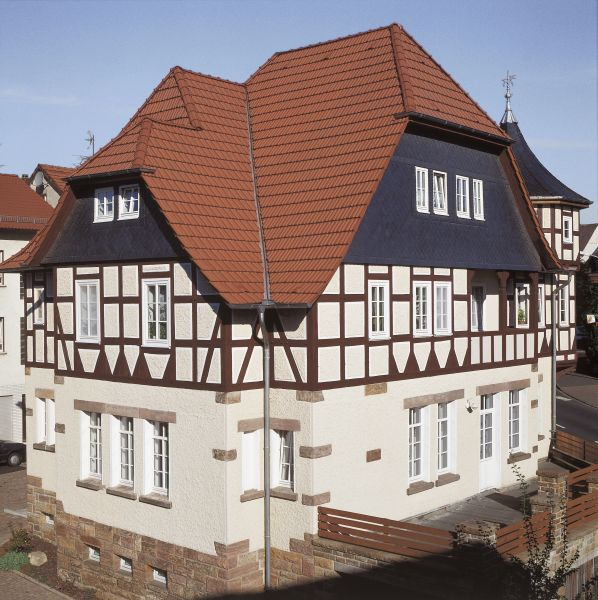
Fachwerkhaus mit Braas Tonziegel “Granat 13” in der nordhessischen Gemeinde Oberaula

| Dachpfannen                             | Dachsteine aus Beton und Dachziegel aus Ton für das geneigte Dach |
| Dachsystemteile und -zubehör            | First- und Gratrollen, Unterspannbahnen, Dachdurchgänge, Schneefangsysteme, Dachrinnen, Dachkehlen, Dachfenster, Dachanschlüsse, Traufen, Befestigungen (Sturm-, First-, Kehl- und Gratklammern), Anschlussschürzen für Indach-Solaranlagen und Dachfenster, Dämmung, Solarthermie- und Photovoltaiksysteme |
| Ummantelung für HLK-Systeme             | WrapTec ist ein neuartiges Material für die Ummantelung von gedämmten Heizungs-, Lüftungs- und Klimatechnik-Systemen (HLK) |
| Schornstein-, Ofen- und Lüftungssysteme | Keramikschornsteine, Edelstahlschornsteine, Feuerstätten, Lüftungssysteme |

## Geschichte

### Ursprünge

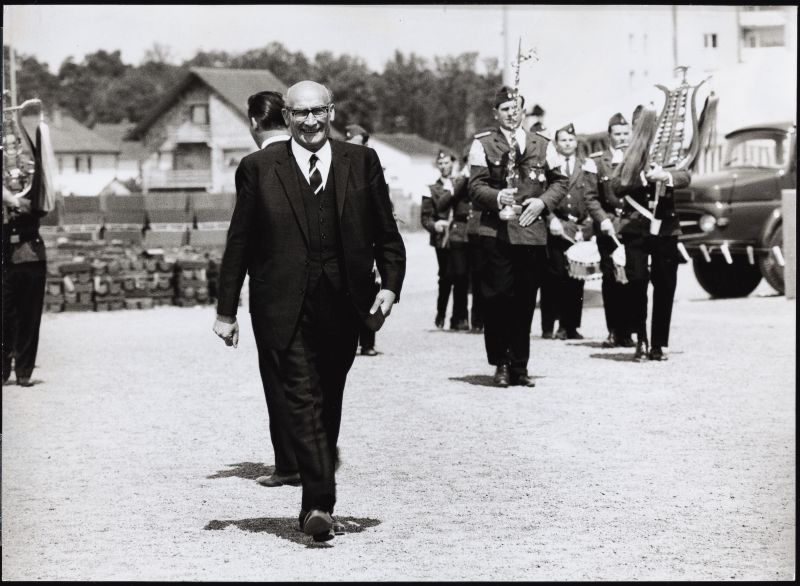
Rudolf H. Braas

Die Anfänge der Gruppe gehen zurück ins Jahr 1919, als in Großbritannien die „Redhill Tile Company“ gegründet wurde. Im November desselben Jahres begann die Produktion der ersten Dachsteine, bis sich das Unternehmen 1946 umbenannte und seine Produkte fortan unter dem Namen „Redland Tiles“ vertrieb. Nach einer Expansionsphase zwischen 1949 und 1951, in denen Redland in Südafrika, Australien und Malaysia investierte, erwarb man 1954 die Mehrheitsanteile am deutschen Dachziegelhersteller Braas. Ihr Firmengründer, Rudolf Heinrich Braas, hatte bereits zuvor enge Kontakte zum britischen Baustoffproduzenten gepflegt. Noch im selben Jahr wurde das Stammwerk des Unternehmens in Heusenstamm bei Frankfurt am Main gebaut.

### Frankfurter Pfanne

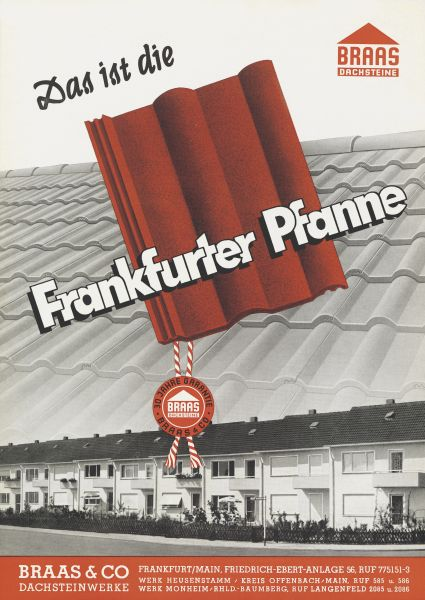
Werbeplakat für die Frankfurter Pfanne aus den Fünfzigerjahren

Die Frankfurter Pfanne ist seit Markteinführung 1954 bis heute das meistproduzierte Dachstein-Modell in Deutschland. Die Hauptbestandteile des Dachsteins sind Sand, Zement, Wasser und Farbpigmente auf Eisenoxidbasis.
Braas gab 1954 eine 30-jährige Materialgarantie auf die Frankfurter Pfanne und war damit der erste Hersteller in Deutschland, der eine Langzeitgarantie auf einen Baustoff gab. 1958 wurde das Wort- und Bildzeichen „Frankfurter Pfanne“ in die Zeichenrolle des Patentamts eingetragen. Heute gibt es die Frankfurter Pfanne in 7 Matt- und 4 Seidenmattfarben in einer Protegon-Beschichtung. Früher wurde die Frankfurter Pfanne auch in einer NOVO-Beschichtung hergestellt, welche rauer und kantiger gegenüber der Protegonbeschichtung ist. Sie wird in viele Länder verkauft. Für einen Quadratmeter Dachfläche werden ca. 10 Dachsteine benötigt; ein Dachstein wiegt 4,35 kg/St. Die Regeldachneigung für den Dachstein Frankfurter Pfanne beträgt 22° und kann durch Zusatzmaßnahmen bis zur Mindestdachneigung reduziert werden.
Die Deckbreite der Frankfurter Pfanne beträgt 30 cm und die Decklänge zwischen 31,2 und 34,5 cm.

### Wachstum und Zukäufe
In den frühen 1950er Jahren expandierte Braas Monier erstmals ins nicht-europäische Ausland und erschloss Märkte in Südafrika, Australien und Malaysia. In den späten 1960er Jahren folgte eine weitere Ausweitung der Geschäftstätigkeit nach Südostasien, Österreich und zu Beginn der 1970er Jahre in weitere europäische Länder. Die Markteintritte in Japan, Indonesien, Malaysia und den USA zwischen 1973 und 1979 markierten eine der stärksten Expansionsphasen des Unternehmens. Ab 1993 folgten weitere Märkte wie Skandinavien, das Baltikum, Polen und Russland. Eine Vergrößerung des weltweiten Produktionsnetzes auf mehr als 200 Werke erreichte die Gruppe im Jahr 2001.
Zu den wesentlichen Zukäufen der Gruppe zählen der Erwerb von Schiedel (1991) und Klöber. Seit 2011 hält Braas Monier 100 Prozent der Anteile am österreichischen Unternehmen Bramac. Anfang Januar 2015 gab die Gruppe die Übernahme der Dachpfannenhersteller Tejas Cobert (Spanien) und CT Cobert Thelhas (Portugal) bekannt. In den Jahren 2015 und 2016 übernahm Braas Monier den führender Hersteller von Dachziegeln in Malaysia, Golden Clay Industries (GCI), den italienischen Dachziegelproduzenten Ceprano Coperture sowie den dänischen Hersteller von Dachzubehör J.A. Plastindustri.

### Eigentümerwechsel
Im Jahr 1996 entstand durch den Zusammenschluss der Dachbaustoffaktivitäten von Redland und Braas die Redland Braas Building Group.
Ein Jahr später, 1997, übernahm ein französischer Zementhersteller, Lafarge, Redland und gründete den Geschäftsbereich Lafarge Roofing.
Im Sommer 2006 begann Lafarge sich stärker auf seine Kernaktivitäten zu konzentrieren. Im Februar 2007 schloss Lafarge den Verkauf eines Mehrheitsanteils von Lafarge Roofing für einen Betrag von 2,4 Milliarden Euro, weitgehend durch Fremdkapital finanziert, an den Private-Equity-Investor PAI partners ab. PAI partners hielt anschließend einen Anteil von 65 Prozent am Unternehmen, Lafarge 35 Prozent. Zum 1. Januar 2008 änderte die Gruppe ihren Namen von Lafarge Roofing in Monier.
Im Juli 2009 wurde im Rahmen einer Umschuldung die Übernahme des Unternehmens durch Finanzinvestoren (Apollo Management, TowerBrook und York Capital), die zuvor Kredite an das Unternehmen erworben hatten, bekannt. Die Gewinne des Unternehmens waren zuvor im Zuge der Finanzkrise weitgehend eingebrochen, und das Unternehmen konnte die Schulden, die im Zuge der Übernahme durch PAI aufgenommen wurden, nicht mehr bedienen, was zu der Notwendigkeit einer Umschuldung führte, die es erlaubte den Finanzinvestoren Kontrolle über das Kapital zu erhalten.
2013 benannte sich die Monier Gruppe in „Braas Monier Building Group“ um.

### Börsengang
Mit dem Börsengang der Braas Monier Building Group S.A. platzierten die Eigentümer 15,47 Millionen Aktien aus ihrem Bestand sowie 4,3 Millionen neue Aktien zu einem Preis von 24 Euro am Kapitalmarkt. Die Marktkapitalisierung belief sich zum Börsengang auf rund 940 Millionen Euro. Das Unternehmen befand sich durch den Börsengang größtenteils im Streubesitz, die Finanzinvestoren Apollo Management, TowerBrook und York Capital hielten aber über eine gemeinsame Holding, Monier Holding, weiterhin über 40 % am Kapital. Die Erstnotiz erfolgte am 25. Juni 2014 im regulierten Markt (Prime Standard) der Frankfurter Börse.

### Übernahme durch Standard Industries, Squeeze out
Am 15. September 2016 kündigte der amerikanische Baustoffhersteller Standard Industries Inc. ein öffentliches Übernahmeangebot zu 25 Euro pro Aktie an und sicherte sich bereits die Zusage von 40 % des Kapitals, bestehend aus dem ehemaligen Bestand der Monier Holding. Der Verwaltungsrat von Braas Monier lehnte dieses Angebot mit der Begründung ab, dass 25 Euro je Aktie eine erhebliche Unterbewertung der Gesellschaft und ihrer künftigen Aussichten seien.
Standard Industries erwirkte im Dezember 2016 eine einstweilige Verfügung gegen die geplante Ausgabe von Gratisaktien von Braas Monier mit dem Argument, Braas Monier dürfe eine solche Abwehrmaßnahme laut EU-Übernahmerichtlinie nicht einleiten. Daraufhin verständigten sich beide Parteien auf ein verbessertes Angebot seitens Standard Industries, welches der Verwaltungsrat von Braas Monier seinen Aktionären nun einstimmig empfahl. Die einstweilige Verfügung wurde am 19. Dezember aufgehoben.
Am 3. April 2017 war der Erwerb der Braas Monier Building Group durch Standard Industries abgeschlossen. Im Mai 2017 schloss der neue Mehrheitseigentümer die restlichen Braas-Monier-Kleinaktionäre gegen eine Abfindung aus und nahm die Aktie umgehend von der Frankfurter Börse (Squeeze-out). Das Unternehmen firmiert nun gemeinsam mit Icopal, einem europäischen Unternehmen für Flachdachsysteme, unter dem Namen BMI Group.

## Mitarbeiter verweigern Corona-Tests
Anfang 2021 weigerten sich mehrere Mitarbeiter von BMI am Standort Heusenstamm im Landkreis Offenbach, an Corona-Tests für Beschäftigte teilzunehmen, was die Produktion in einem Bereich dort zeitweise unterbrach. Nach Angaben des Südwestrundfunks sahen die 19 Mitarbeiter, gut die Hälfte der Belegschaft einer Aluminium-Gießerei, in den Anfang Januar durchgeführten Corona-Tests einen unverhältnismäßigen Eingriff in ihre Persönlichkeitsrechte. Daraufhin habe BMI den Mitarbeitern den Zutritt zum Betriebsgelände untersagt und zudem die Löhne gekürzt. Bei ihren Klagen auf Beschäftigung vor dem Arbeitsgericht Offenbach seien die Mitarbeiter von Anwälten aus der Corona-Kritiker- und „Querdenken“-Szene vertreten worden.